# Pelatantheria ctenoglossum
Pelatantheria ctenoglossum är en orkidéart som beskrevs av Henry Nicholas Ridley. Pelatantheria ctenoglossum ingår i släktet Pelatantheria och familjen orkidéer. Inga underarter finns listade i Catalogue of Life.